# Françoise Marie Antoinette Saucerotte

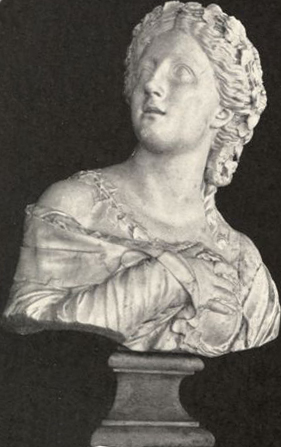
Büste der Mlle Raucourt von Augustin Pajou, um 1789

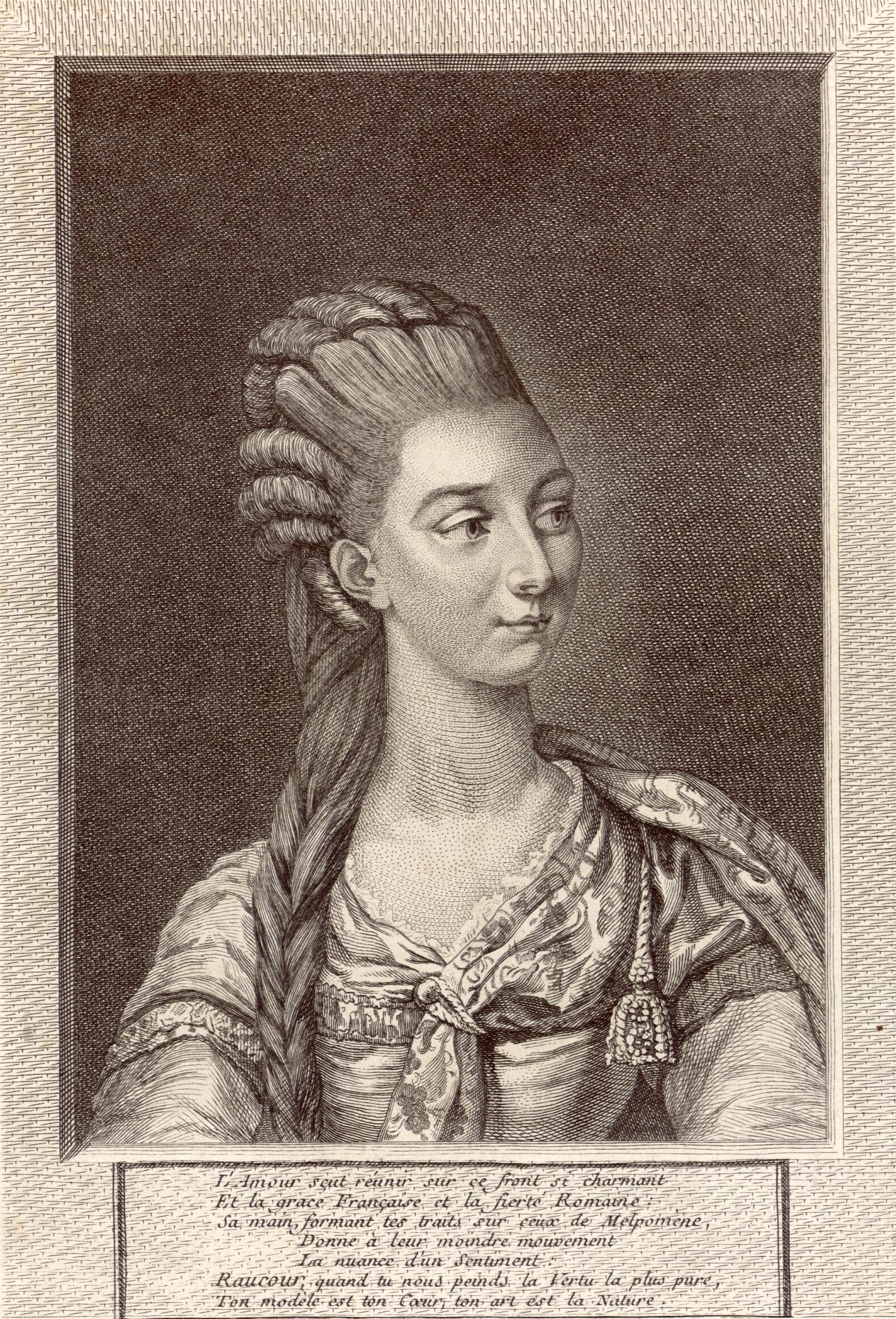
Mlle Raucourt in der Tragödie Mithridate von Racine, Kupferstich von Jean Michel Moreau (1741–1814)

Françoise Marie Antoinette Josèphe Saucerotte, bekannt geworden unter dem Künstlernamen Mademoiselle Raucourt (* 3. März 1756 in Paris; † 3. Januar 1815 in Paris), war eine französische Schauspielerin des ausgehenden 18. Jahrhunderts und Theaterintendantin der napoleonischen Ära.

## Leben

### Familie
Françoise-Marie-Antoinette Saucerotte wurde am 3. März 1756 in der Pariser Rue de La Vieille Boucherie als Tochter des François-Elois Saucerotte und der Antoinette de la Porte geboren. Der Vater war Komödiant an der Comédie-Française. Die Mutter stand im Dienst des nach Lothringen exilierten Stanislaus I. Leszczyński.

### Theaterlaufbahn
Françoise-Marie-Antoinette Saucerotte soll bereits mit 12 Jahren auf spanischen Bühnen aufgetreten sein. In Paris erhielt sie Schauspielunterricht von der Tragödin Claire Clairon. Sie debütierte 1770 in der Rolle der Euphémie in Pierre-Laurent Buirette de Belloys Trauerspiel Gaston und Bayard im Theater von Rouen. Nach nochmaligem Schauspielunterricht trat sie 1772 unter dem Namen Mlle Raucourt in Paris in der Rolle der Didon in der gleichnamigen Tragödie von Jean-Jacques Lefranc de Pompignan auf. Eine Theaterkarriere an der Comédie-Française folgte. 1776 wurde sie wegen exorbitanter Schulden in Höhe von 400.000 Livres inhaftiert, erlangte aber durch die persönliche Verwendung und den Schutz der Königin Marie-Antoinette ihre Freiheit, die sie zu einer Reise nach Berlin nutzte. Ein eingegangenes obskures Verhältnis mit dem gleichgeschlechtlich orientierten Heinrich von Preußen scheiterte an der Intervention Friedrichs II. 1777 soll der Hof die Schulden beglichen haben. 1777 reiste Mlle Raucourt mit ihrer Freundin Jeanne Françoise Marie Sourques, genannt Madame Souk, und zwei Begleitern über Brüssel nach Deutschland. In Hessen – nach den Mémoires secrets ereignete sich der Vorfall im Juli 1778 in Hamburg – wurden Mlle Raucourt und Mme Souk auf Anordnung des Landgrafen verhaftet und ausgepeitscht. Charles-Joseph de Ligne regelte die Angelegenheit. Zurückgekehrt nach Frankreich erhielt Mlle Raucourt auf die Fürsprache Marie-Antoinettes 1779 ihr Engagement an der Comédie-Française zurück. 1782 versuchte sie sich mit dem Drama Henriette in drei Akten ohne Erfolg als Theaterschriftstellerin.
Der Revolution konnte sie nichts abgewinnen. Sie wurde 1793 mit anderen royalistisch eingestellten Schauspielern für sechs Monate inhaftiert. 1799 erlebte sie ein Comeback und wurde großzügig durch den ersten Konsul und späteren Kaiser Napoléon Bonaparte gefördert und mit einer Pension versehen. Er übertrug ihr von 1806 bis 1814 die Mailänder Leitung der in Italien auftretenden französischen Komödiantencompagnien. Mlle Raucourt reihte sich damit in die napoleonische Propaganda ein und wandte sich insofern auch gegen die Verhältnisse des Ancien Régimes.

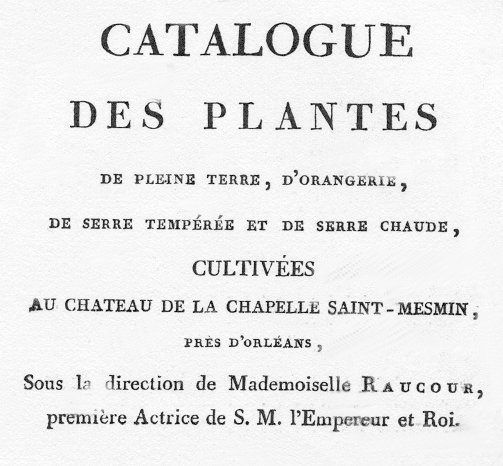
Katalog der Pflanzen im Park des Château des Hauts

### Sexuelle Präferenz
Als junge Komödiantin konnte Mlle Raucourt Verhältnissen mit einflussreichen Gönnern nicht ausweichen. Voltaire unterstellte ihr Ende 1772 in einem Brief an den Jugendfreund Richelieu bereits in Spanien ein Verhältnis zu einem Genfer eingegangen zu sein. Richelieu beging angeblich die Indiskretion, den Brief sofort der noch als tugendsam geltenden Mlle Raucourt zu zeigen, die daraufhin in Ohnmacht fiel. 1773 versuchte Voltaire in verschiedenen Briefen an Mlle Raucourt, die Angelegenheit ins Reine zu bringen: „Bientôt un mortel amoureux / Te fera partager sa flamme. / Heureux! trop heureux cet amant / Pour qui ton coeur deviendra tendre.“ 1773 wird ihre Zuführung durch Madame Dubarry als petite Maitresse für König Ludwig XV. den „Vielgeliebten“ kolportiert.
Ihre bereits in den 1770er Jahren offen eingestandene und zur Schau gestellte sexuelle Präferenz für Frauen verursachte einen Dauerskandal. Bekannt wurde ihr Verhältnis mit Sophie Arnould. Ihr war der Louis Petit de Bachaumont zugeschriebene Épître à une jolie Lesbienne gewidmet. Die 1784 erschienene Apologie de la secte Anandryne ist eine pornographische Schrift in Form einer fiktiven Rede, die Mlle Raucourt 1778 gehalten haben soll.

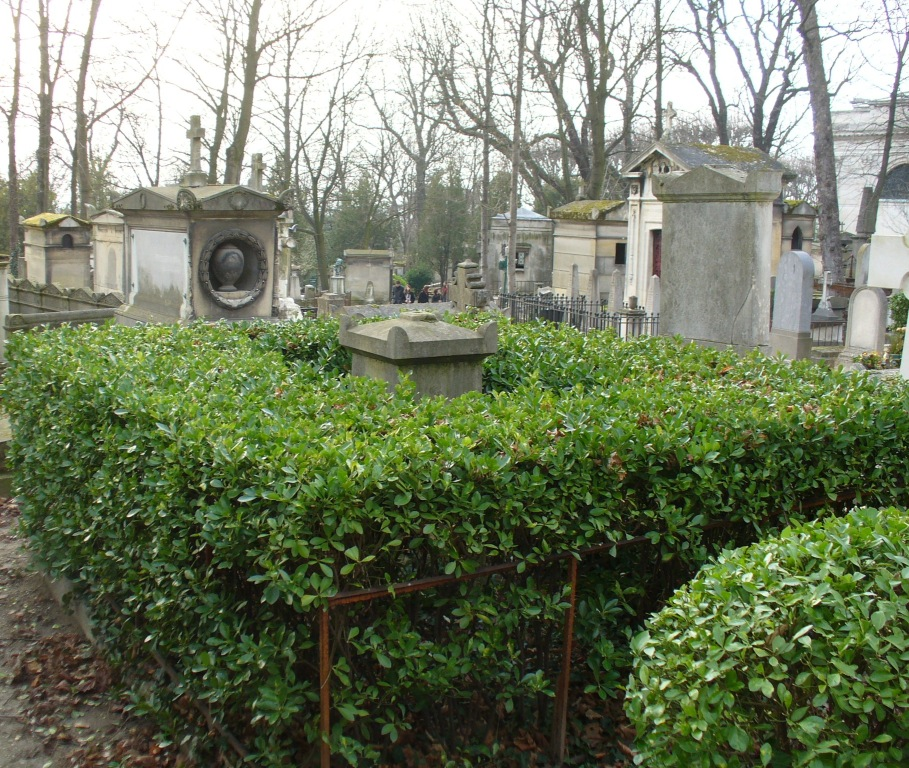
Grab der Mlle Raucourt in der 20. Division des Friedhofes Père-Lachaise nach Entfernung der Büste

### Lebensende
1801 mietete die Schauspielerin das im Osten von Orléans gelegene Château des Hauts in La Chapelle-Saint-Mesmin und widmete sich der Aufzucht exotischer Pflanzen im ausgedehnten Park des Schlosses. Der nach dem Tode der Mlle Raucourt erschienene Katalog des Parks verzeichnet 463 Pflanzen.
Mademoiselle Raucourt verstarb am 3. Januar 1815 in Paris. Ein kirchliches Begräbnis wurde ihr aufgrund ihrer früheren Tätigkeit als Komödiantin und ihrer öffentlich ausgelebten sexuellen Präferenz verweigert. Eine aufgebrachte Menge brach daraufhin die Türen der Kirche St-Roch auf und erzwang die Zustimmung des Königs Ludwig XVIII. zur Bestattung. 15.000 Pariser sollen ihr auf den Friedhof Père-Lachaise gefolgt sein. Ihr Grab findet sich in der 20. Division.

## Rollen (Auswahl)
- Cléopâtre, Corneille
- Euphémie, Belloy
- Didon, Lefranc de Pompignan
- Phèdre, Racine
- Sémiramis, Voltaire

## Eigenes Bühnenwerk
- Henriette, drame en trois actes et en prose, Saugrain, Paris 1782 (ursprünglich La Fille déserteur, nach anderen La femme déserteur oder La Fille soldat déserteur betitelt).